# اسمیت مایکرو
اسمیت مایکرو (انگلیسی: Smith Micro) شرکت نرم‌افزار آمریکایی است، که در سال ۱۹۸۲ تأسیس شد.